# 桃園市政府都市發展局
桃園市政府都市發展局（英：Department of Urban Development, Taoyuan），簡稱「桃園都發局」，係桃園市政府一級機關。

## 歷史沿革
- 2001年1月：「桃園縣政府城鄉發展局」成立。
- 2008年1月16日：依《地方制度法》，桃園縣政府城鄉發展局改制為「桃園縣政府城鄉發展處」。
- 2011年1月1日：桃園縣正式升格準直轄市，桃園縣政府城鄉發展處改制為桃園縣政府一級機關「桃園縣政府城鄉發展局」。
- 2014年12月25日：桃園縣正式升格直轄市桃園市，桃園縣政府城鄉發展局改名為「桃園市政府都市發展局」。

## 組織

### 行政單位
- 秘書室
- 人事室
- 會計室
- 政風室

### 業務單位
- 都市行政科
- 綜合規劃科
- 都市計畫科
- 都市設計科

### 所屬二級機關
- 桃園市政府建築管理處
- 桃園市政府住宅發展處

## 脚注
1. ↑  桃園市政府人事處.  (PDF). 桃園市政府人事處. （原始内容 (PDF)存档于2014-09-14）.

## 外部連結
- 桃園市政府都市發展局 （页面存档备份，存于）（中文）